# Passage Jean-Beausire
Pour les articles homonymes, voir Jean Beausire et Beausire.
Le passage Jean-Beausire est une voie du 4e arrondissement de Paris (France), à une limite nord du quartier de l'Arsenal et à l'orée est du Marais.

## Situation et accès
Il débute au 11 rue Jean-Beausire et se termine au 12 rue des Tournelles, seulement accessible la plupart du temps à ses riverains, par l'une et l'autre des deux portes closes existant à chacune de ces deux adresses.

## Origine du nom
Elle porte ce nom en raison de son voisinage avec la rue Jean-Beausire qui porte le nom de l’architecte français Jean Beausire (1651-1743).